# Protohystricia orientalis
Protohystricia orientalis är en tvåvingeart som först beskrevs av Ignaz Rudolph Schiner 1868.  Protohystricia orientalis ingår i släktet Protohystricia och familjen parasitflugor. Inga underarter finns listade i Catalogue of Life.